# Джон Драмани Махама
Джон Драмани Махама (на английски: John Dramani Mahama) е ганайски политик от партията Национален демократичен конгрес. Той е президент на Гана от 24 юли 2012 година.

## Биография
Махама е роден на 29 ноември 1958 година в Дамонго в семейството на заможен селянин и бъдещ депутат от етническата група гонжа. През 1981 година получава бакалавърска степен по история, а през 1986 година – магистърска степен по изследвания на общуването от Ганайския университет в Акра. След това работи като учител, следва известно време в Москва, а през 1991 – 1995 година е служител на японското посолство в Акра.
През 1996 година Джон Драмани Махама е избран за депутат от Националния демократичен конгрес, а през 1998 – 2001 година е министър на комуникациите. През 2009 година е избран за вицепрезидент на Гана, а след смъртта на президента Джон Атта Милс през лятото на 2012 година поема президентския пост. През декември е избран за президент с 50,7% от гласовете на първи тур.
1. ↑  www.britannica.com //   Посетен на 24 септември 2022 г.